# Rhian Edmunds
Rhian Edmunds (Newport, 4 de abril de 2003) es una deportista británica que compite en ciclismo en la modalidad de pista. Ganó tres medallas de plata en el Campeonato Europeo de Ciclismo en Pista de 2025, en las pruebas de velocidad individual, velocidad por equipos y keirin.

## Medallero internacional
| Campeonato Europeo | Campeonato Europeo       | Campeonato Europeo | Campeonato Europeo    |
| Año                | Lugar                    | Medalla            | Competición           |
| ------------------ | ------------------------ | ------------------ | --------------------- |
| 2025               | Heusden-Zolder (Bélgica) | Medalla de plata   | Velocidad individual  |
| 2025               | Heusden-Zolder (Bélgica) | Medalla de plata   | Velocidad por equipos |
| 2025               | Heusden-Zolder (Bélgica) | Medalla de plata   | Keirin                |